# Kōkō
Kōkō (光孝天皇, Kōkō-tennō; Heian Kyō, 830 – Heian Kyō, 26 agosto 887) è stato il 58º imperatore del Giappone secondo il tradizionale ordine di successione.

## Biografia
Il suo regno ebbe inizio nell'884 terminando poi nell'887. Il suo nome personale era Tokiyasu (時康親?, Tokiyasu).
Terzo figlio dell'imperatore Ninmyō, sua madre era Fujiwara no Sawako. Ebbe 4 compagne e 42 figli.